# Северо-Zапад
Северо-Zапад — российская рок-группа, образованная в 2007 году в Санкт-Петербурге.

## История группы
Рок-группа «Северо-Zапад» была образована в Петербурге в 2007 году. Основатель и автор песен, Михаил Ушаков, неоднократно менял состав «Северо-Zапада» за первые пять лет существования группы. Только в 2013 году был найден оптимальный состав, который позволил группе выстроить своеобразное звучание, в котором на фоне мощных гитарных и клавишных риффов и четкой, выразительной ритм-секции ведущую роль стал играть вокал.
В 2013 году группой был выпущен дебютный альбом «ЧерноWiki», а в 2014 году в сотрудничестве с саунд-продюсером Алексеем Вишней (работал с группой «Кино» и др.) был выпущен интернет-релиз  «ЧистоWiki». 
В конце 2015 года «Северо-Zапад» начал сотрудничество с саунд-продюсером Дмитрием Атаулиным (работает с группой «Пилот» и др.) и выпустил альбом «Басни Для Самых Маленьких».
Осенью 2016 года вышел альбом «Люди с Неограниченными Возможностями».
В августе 2018 года вышел альбом «Дурак».
В 2020 году группа выпустила первый полноформатный акустический альбом «Unplugged».
В 2021 году был выпущен альбом «#правда».
В конце 2022 года в качестве сингла был выпущен трек «Рани», текст песни которого написан на трёх языках: украинском, английском и русском.
Летом 2023 года был выпущен первый официальный live-альбом “Saint-Petersburg 2023” с концерта в питерском клубе “Jagger”. 
Осенью 2023 года выходит сингл «Я вышел из строя», который был издан совместно с известным блогером, гитаристом-виртуозом Глебом Олейником. Сингл издан в двух вариантах — на русском и английском языках.
В ноябре 2023 года увидел свет восьмой студийный альбом «8».
В марте 2024 года «Северо-Zапад» совместно с группами "Пилот", "Разные люди" и "Ангел НеБес", выпустили сингл "Рок", который был посвящен памяти ушедших рок-музыкантов.
Также группа «Северо-Zапад» поделилась атмосферным видео на песню «Рок», которое состоит из ретроспективных кадров Виктора Цоя, Михаила Горшенёва, Джона Леннона, Лемми, Дэвида Боуи и других рокеров.

## Состав
- Михаил Ушаков — вокал, автор песен
- Сергей Горелов — гитара, вокал
- Михаил Иванов — бас гитара
- Максим Захаров — ударные